# Karwacz (Łuków)
Karwacz – część miasta Łukowa, położona w jego północno-wschodniej części. Główną ulicą jest ul. Międzyrzecka.